# Andovce
Andovce este o comună slovacă, aflată în districtul Nové Zámky din regiunea Nitra. Localitatea se află la altitudinea de 112 m deasupra n.m., se întinde pe o suprafață de 10,78 km2 și în 2017 număra 1.472 de locuitori.

## Istoric
Localitatea Andovce este atestată documentar din 1424.

## Demografie
| An:                | 1994 | 2004   | 2014   | 2024    |
| ------------------ | ---- | ------ | ------ | ------- |
| Număr de persoane: | 1219 | 1296   | 1417   | 1792    |
| Diferență:         |      | +6,31% | +9,33% | +26,46% |

| An:                | 2023 | 2024   |
| ------------------ | ---- | ------ |
| Număr de persoane: | 1775 | 1792   |
| Diferență:         |      | +0,95% |